# 웨이 백 (2010년 영화)
《웨이 백》(영어: The Way Back)은 피터 위어가 감독하고 2010년에 개봉한 생존 드라마 영화로, 위어와 키스 클라크가 각본을 썼다. 이 영화는 제2차 세계대전 기간에 소비에트 연방의 굴라크에서 탈출해 약 6400km를 걸어 자유를 찾았다고 하는 폴란드의 옛 포로 '스와보미르 라비치'(Sławomir Rawicz)의 회고록 얼어붙은 눈물(The Long Walk, 1956년 출간)에서 영감을 받았다. 짐 스터게스, 콜린 패럴, 에드 해리스, 시얼샤 로넌과 알렉산드루 포토찬, 세바스찬 우르젠도스키, 구스타프 스카르스고르드, 드래고스 버커, 마크 스트롱이 출연한다.
이 영화는 제83회 미국 아카데미상 최우수 분장상 후보에 지명되었다.

## 줄거리
스탈린주의가 동유럽을 강타했던 1940년. 폴란드인 야누스(짐 스터게스 분)는 이적 행위를 했다는 이유로 시베리아 강제 수용소인 '캠프 105'에 수감된다. 살을 파고드는 시베리아의 살인적인 추위와 부족한 식량은 수감자들의 생명을 위협한다. 폭설이 내려 수색이 힘든 날을 택해 미국인 스미스(에드 해리스 분), 러시아 폭력배 발카(콜린 파렐 분) 등과 함께 수용소를 탈출한다. 탈출한 지도도 없고, 식량도 부족한 야누스 일행은 지옥보다 더 고통스러운 고비 사막의 폭염을 이겨내며 오직 자유를 찾아  생명의 위협을 여러 차례 넘기며 가까스로 바이칼호 인근까지 도달한다. 그리고 마침내 꿈에 그리던 러시아 국경을 넘지만 뜻밖의 사실을 알게 되면서 절망에 빠지는데...

## 출연진
- 짐 스터게스 - 야누시 비에슈체크 역, 소련의 폴란드 침공 동안 포로로 수감된 젊은 폴란드인
- 에드 해리스 - 미스터 스미스 역, 미국인 수감자이자 옛 엔지니어
- 시얼샤 로넌 - 이레나 지엘린스카 역, 소비에트 러시아에서 탈출한 후 바이칼호 인근에서 일행과 만난 고아인 10대 폴란드 소녀
- 콜린 패럴 - 발카 역, 거친 러시아인 수감자이자 "울프"라고 부르는 칼을 가장 소중히 여기는 도박사
- 드라고슈 부쿠르 - 조란, 요고슬라비아인 수감자로 회계사였고 만담가로 여겨진다
- 알렉산드루 포토찬 - 토마시 호로딘스키 역, 폴란드인 수감자이자 예술가를 꿈꾸는 옛 파티시에
- 구스타프 스카르스고르드 - 안드레이스 보스 역, 라트비아인 수감자이자 옛 성직자
- 제바스티안 우르첸도브슈키 - 카지크 역, 야맹증을 겪고 있는 젊은 폴란드 수감자
- 마크 스트롱 - 안드레이 티모페예비치 카바로프 역, 러시아인 수감자이자 체제 전복으로 여겨지는 배역을 연기했다가 투옥된 배우

## 한국판 성우진(KBS)
- 김일 - 야누시(짐 스터게스)
- 김정호 - 스미스(에드 해리스)
- 류다무현 - 발카(콜린 패럴)
- 양유진 - 이레나(시얼샤 로넌)
- 윤세웅 - 조란(드라고슈 부쿠르)
- 박영재 - 보스(구스타프 스카르스고르드)
- 이지환 - 토마시(알렉산드루 포토찬)
- 김석환 - 안드레이(마크 스트롱)
- 백경훈 - 카지크(제바스티안 우르첸도브슈키)